# Peter Takeo Okada

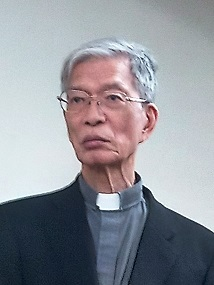
Peter Takeo Okada (2018)

Peter Takeo Okada (japanisch ペトロ 岡田 武夫, Petoro Okada Takeo; * 24. Oktober 1941 in Ichikawa; † 18. Dezember 2020 in Tokio) war ein japanischer römisch-katholischer Geistlicher und Erzbischof von Tokio. Er war von 2007 bis 2010 und 2013 bis 2016 Vorsitzender der japanischen Bischofskonferenz.

## Leben
Peter Takeo Okada absolvierte zunächst ein Studium der Rechtswissenschaften an der Universität Tokio. Er trat anschließend in das Priesterseminar ein und studierte Philosophie und Theologie. Er empfing im Alter von 32 Jahren am 3. November 1973 durch Erzbischof Peter Seiichi Shirayanagi das Sakrament der Priesterweihe für das Erzbistum Tokio.
Am 15. April 1991 ernannte ihn Papst Johannes Paul II. zum Bischof von Urawa. Die Bischofsweihe spendete ihm Erzbischof Peter Seiichi Shirayanagi am 16. September desselben Jahres. Mitkonsekratoren waren Paul Hisao Yasuda, Erzbischof von Osaka, und Francis Xavier Kaname Shimamoto IdP, Erzbischof von Nagasaki. Am 17. Februar 2000 wurde Okada von Papst Johannes Paul II. zum Erzbischof von Tokio ernannt.
Peter Takeo Okada war Vorsitzender (2007–2010; 2013–2016) und stellvertretender Vorsitzender (2010–2013) der japanischen Bischofskonferenz. 2012 wurde er von Papst Benedikt XVI. in den Päpstlichen Rat für den Interreligiösen Dialog berufen.
Okada stellte sich vehement gegen die aufkommenden nationalistische Tendenzen in Japan und gegen die Glorifizierung von Krieg und Gewalt. Er warnte vor der übertriebenen Verehrung von japanischen Kriegstoten wie bei Gedenkfeiern am umstrittenen Yasukuni-Schrein. Wiederholt forderte er einen nationalen Atomausstieg, insbesondere nach der Nuklearkatastrophe von Fukushima und beklagte, dass Stress, Wettbewerb und Konsum den Alltag in der Gesellschaft bestimmten.
Papst Franziskus nahm am 25. Oktober 2017 seinen altersbedingten Rücktritt an. Über diesen Zeitpunkt hinaus blieb er bis zum Amtsantritt des neuen Bischofs von Saitama Apostolischer Administrator dieses vom 27. Juli 2013 bis zum 25. September 2018 vakanten Bistums.
Peter Takeo Okada starb am 18. Dezember 2020 im Alter von 79 Jahren in einem Krankenhaus von Tokio, in welches er aufgrund eines Tumors eingeliefert worden war. Die Begräbnisfeier in der Kathedrale St. Marien wurde von Erzbischof Tarcisio Isao Kikuchi geleitet.